# Dienstleister

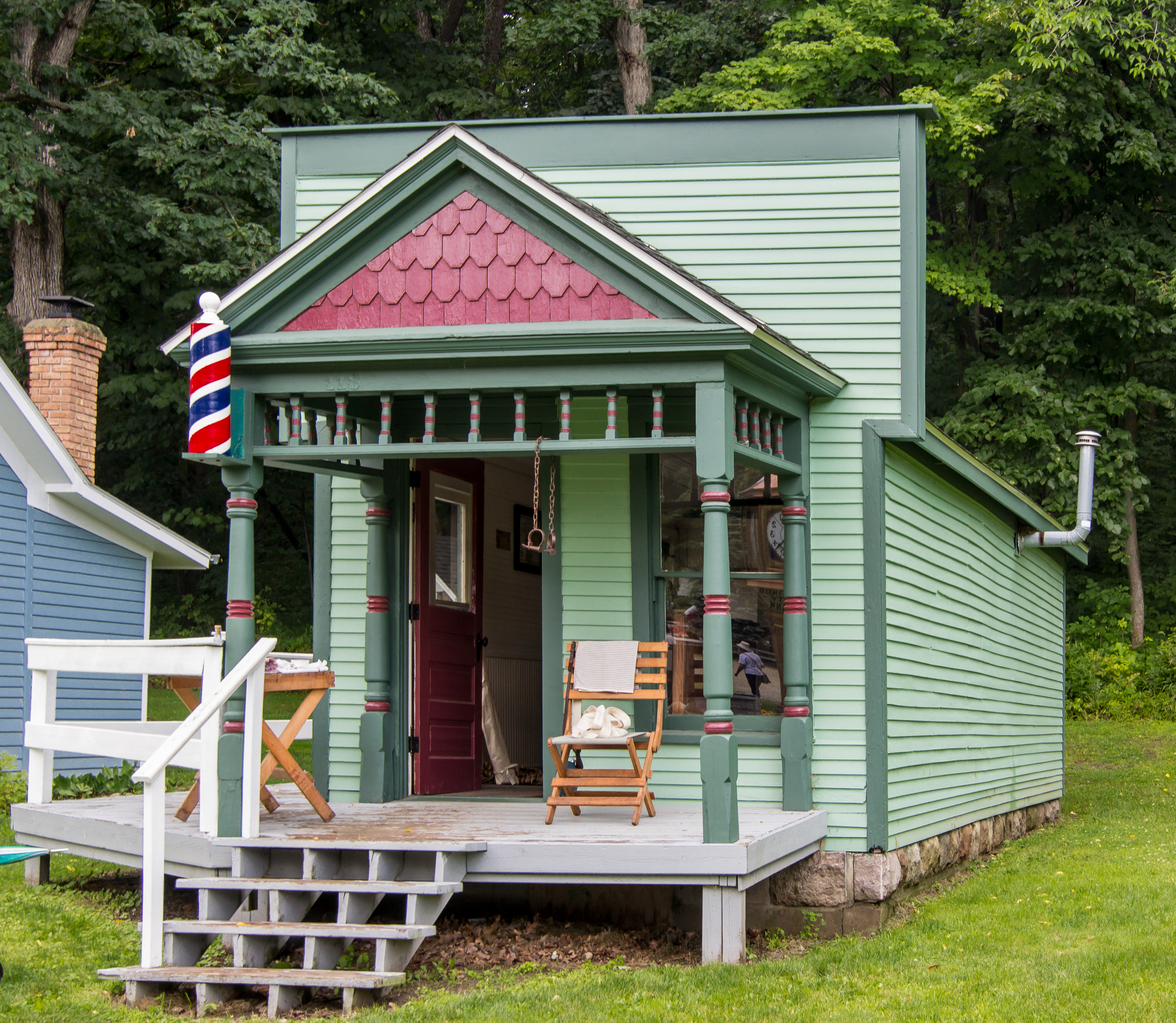
Historischer Friseurladen im Barry County (Michigan), erbaut zwischen 1889 und 1907

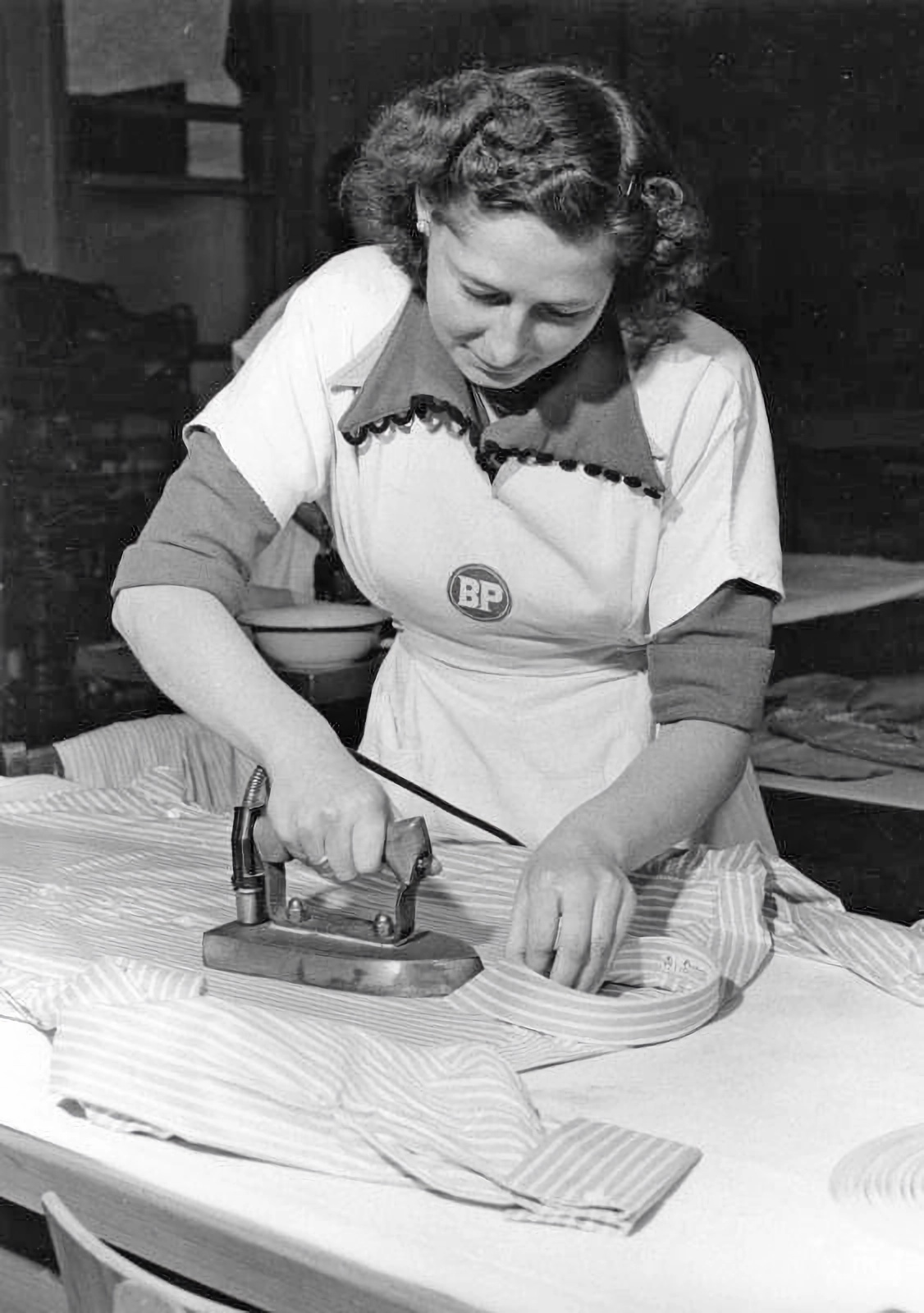
Büglerin in der Textilfabrik Bierbaum-Proenen: Beispiel für einen Dienstleister in einem Herstellungsbetrieb

Dienstleister (oder Dienstleistungsunternehmen) sind Unternehmen des Tertiärsektors und eine Betriebsform, durch die eine oder mehrere Dienstleistungen erbracht werden. Pendant sind die Sachleistungsunternehmen.

## Allgemeines
Der in der Betriebswirtschafts- und Volkswirtschaftslehre verwendete Begriff des Dienstleistungsunternehmens betrifft die dem Betriebszweck entsprechende Leistungsart, die insbesondere in Handelsunternehmen, Finanzdienstleistungsunternehmen und  Verkehrsunternehmen vorkommt.

## Einteilung
Nach der Art der Leistung wird allgemein unterschieden:
| Sachleistungsunternehmen   | Gewinnungsunternehmen, Aufbereitungsunternehmen, Energiewirtschaft, Veredelungsunternehmen, Verarbeitungsunternehmen, Handwerk |
| Dienstleistungsunternehmen | Handelsbetriebe, Kreditinstitute, Verkehrsbetriebe, Versicherungsbetriebe sonstige Dienstleistungsbetriebe                     |

Die Dienstleistungsunternehmen gehören ausschließlich dem Dienstleistungssektor an.
Für die nach Wirtschaftszweigen eingeteilten Betriebe gibt es häufig spezielle Betriebslehren (unter anderem im Handel die Handelsbetriebslehre, im Bankwesen die Bankbetriebslehre oder im Versicherungswesen die Versicherungsbetriebslehre).

## Typisierung
Unternehmen, die sowohl Sachgüter herstellen (sog. Produzenten) als auch (z. B. produktbegleitende) Dienstleistungen erbringen, gehören zu den Dienstleistungsunternehmen, sofern ihre Wertschöpfung oder Umsatzerlöse überwiegend aus der Erbringung von Dienstleistungen bestehen.
Der Teilsektor der „sonstigen Dienstleistungsunternehmen“ ist sehr vielschichtig. Hierzu gehören insbesondere Friseure, Gaststätten, Hotelgewerbe, Kinos, Krankenhäuser, öffentliche Unternehmen und Behörden (Daseinsvorsorge), Schulen, Speditionen, Theater, Touristikunternehmen, Vermögensverwaltungen, Werkstätten oder Wohnungsunternehmen sowie die freien Berufe wie Ärzte, Handelsvertreter, Kommissionäre oder Makler.
Weitere Dienstleistungsunternehmen (Auswahl)
- Beratungswesen (z. B. Unternehmensberatung, Familienberatung, Personalberatung);
- Bildungswesen;
- Entwicklungsdienstleister;
  - Forschung und Entwicklung[6];
- Erziehungswesen;
- Exekutive und Judikative als Staatsgewalten;
- Friseur, Kosmetiker, Pediküre;
- Gastronomie, Hotellerie;
- Gebäudemanagement;
- Gesundheitswesen;
- Handel:
  - Großhandel
  - Einzelhandel;
- Handwerk;
- Hauspersonal;
- Inkassounternehmen;
- IT-Dienstleistung[7]
  - Dienst
  - Telekommunikation;
- Kreditwesen:
  - Banken
  - Sparkassen;
- Öffentlicher Dienst:
  - öffentliche Verwaltung;
  - öffentliche Unternehmen;
- Personaldienstleistung;
- Pflegedienst;
- Prostitution;
- Seelsorge;
- Sicherheitsdienste;
- Sozialpädagogik;
- Sozialwesen;
- Übersetzungen;
- Universitäten;
- Verkehrsdienstleistung;
- Versicherungswesen:
  - Erstversicherung
  - Rückversicherung;
- Verwaltung
- Wasser- und Energieversorgung;
- Wissenschaft.

## Volkswirtschaftslehre
Dienstleistungen als Wirtschaftssektor erreichen in Industriestaaten mindestens 2/3 des Bruttoinlandsprodukts, während in Entwicklungs- und Schwellenländern die Primär- und/oder Sekundärsektoren dominieren. Dies wird durch folgende Statistik der Weltbank verdeutlicht:
| Staat                  | Primärsektor | Sekundärsektor | Tertiärsektor | Jahr   |
| ---------------------- | ------------ | -------------- | ------------- | ------ |
| Deutschland            | 0,6 %        | 30,3 %         | 69,1 %        | (2016) |
| Österreich             | 1,3 %        | 28,0 %         | 70,7 %        | (2016) |
| Schweiz                | 0,7 %        | 25,5 %         | 73,8 %        | (2015) |
| Vereinigte Staaten     | 1,1 %        | 20,0 %         | 78,9 %        | (2015) |
| Vereinigtes Königreich | 0,6 %        | 19,2 %         | 80,2 %        | (2016) |
| Japan                  | 1,1 %        | 28,9 %         | 70,0 %        | (2015) |
| Angola                 | 10,2 %       | 61,4 %         | 28,4 %        | (2015) |
| Somalia                | 60,2 %       | 7,4 %          | 32,5 %        | (2013) |
| Sierra Leone           | 61,4 %       | 5,9 %          | 32,7 %        | (2016) |

In Angola, Sierra Leone oder Somalia sind die relativ geringen Anteile des Dienstleistungssektors besonders deutlich. Das liegt oft daran, dass in Entwicklungs- und Schwellenländern die wesentlichen Rohstoffvorkommen vorhanden sind, dort ausgebeutet und im Sekundärsektor veredelt werden.

## Wirtschaftliche Aspekte
Im Prozessmodell einer Dienstleistung versteht man unter einem Dienstleister folgende Akteure:
- in der Anbahnungsphase: den Anbieter der Dienstleistung (im Gegensatz zu dessen Nachfragern),
- in der Vereinbarungsphase: den Lieferanten der Dienstleistung (im Gegensatz zu dessen Kunden),
- in der Leistungsphase: den persönlichen Erbringer der Dienstleistung (im Gegensatz zu dessen Auftraggebern) oder
- in der Gegenleistungsphase: den Zahlungsempfänger der für die Dienstleistung vereinbarten Gegenleistung (im Gegensatz zu deren Zahlungspflichtigen).

Bei Dienstleistungsunternehmen gibt es aus Sicht der Produktionstheorie außer den klassischen internen Produktionsfaktoren zusätzlich noch den externer Produktionsfaktor. Die Produktion einzelner Dienstleistungen besteht in der Kombination der internen mit dem externen Produktionsfaktor. Dieser befindet sich außerhalb der Unternehmen und besteht aus den die Dienstleistung nachfragenden Kunden (etwa der Kreditnehmer eines Kreditinstituts) und/oder deren für die Dienstleistung vorgesehenen Wirtschaftsobjekte (etwa das Auto für die Autowerkstatt). Da die Dienstleistungen meist nicht lagerfähig sind, können sie erst erbracht werden, wenn Kunden sie nachfragen. Ist die Nachfrage zu einem bestimmten Zeitpunkt groß und trifft auf Engpässe personeller und/oder materieller Art durch „Leistungserstellung auf Anforderung“, entstehen die für viele Dienstleistungsunternehmen typischen Warteschlangen mit entsprechender Wartezeit. Deshalb ist die Lieferbereitschaft kurzfristig nur durch Erhöhung des Arbeitstempos oder Verlängerung der Arbeitszeit (Mehrarbeit) möglich.
Die typische Kostenstruktur von Dienstleistungsunternehmen wird meist beherrscht von den Personalkosten, so dass die Unternehmen im Regelfall zu den personalintensiven Betrieben gehören. Die Inanspruchnahme von Dienstleistungsunternehmen verursacht für den Kunden Dienstleistungskosten, die je nach Unternehmensart zum Beispiel Bankgebühren, Frachtkosten oder Versicherungsprämien heißen.